# Coupe des nations de concours complet d'équitation 2014
Navigation
2013 2015
La Coupe des nations de concours complet d'équitation 2014 (en anglais FEI Nations Cup Eventing 2014), est la 3e édition du circuit coupe des nations organisé par la FEI dans cette discipline. Le nombre d'épreuves prévues continue d'augmenter et passe à neuf.

## Règlement
Chaque équipe est composée de 3 ou 4 cavaliers mais seuls les résultats des trois meilleurs comptent.
Nombre de points rapportés, par épreuve en fonction du classement :
- 1er : 11 points
- 2e : 9 points
- 3e : 8 points
- 4e : 7 points
- 5e : 6 points
- 6e : 5 points
- 7e : 4 points
- 8e : 3 points
- 9e : 2 points

Les 7 meilleurs résultats sur les 9 étapes comptent pour le classement général.

## Calendrier et résultats
| \| Fontainebleau Ballindenisk Houghton Hall Strzegom Montelibretti Aix-la-Chapelle Malmö Waregem Boekelo \| Villes accueillant la coupe des nations de concours complet en 2014. |
| Fontainebleau Ballindenisk Houghton Hall Strzegom Montelibretti Aix-la-Chapelle Malmö Waregem Boekelo                                                                            |

| Date                    | Lieu                               | Équipe vainqueur |
| ----------------------- | ---------------------------------- | ---------------- |
| 20 au 23 mars 2014      | Fontainebleau, France CICO-3*      | France           |
| 11 au 14 mai 2014       | Ballindenisk, Irlande CICO-3*      | Royaume-Uni      |
| 22 au 25 mai 2014       | Houghton Hall, Royaume-Uni CICO-3* | Nouvelle-Zélande |
| 26 au 29 juin 2014      | Strzegom, Pologne CICO-3*          | Allemagne        |
| 15 au 20 juillet 2014   | Aix-la-Chapelle, Allemagne CICO-3* | Allemagne        |
| 1er au 3 août 2014      | Malmö, Suède CICO-3*               | Allemagne        |
| 19 au 21 septembre 2014 | Montelibretti, Italie CICO-3*      | Allemagne        |
| 25 au 28 septembre 2014 | Waregem, Belgique CICO-3*          | Allemagne        |
| 9 au 12 octobre 2014    | Boekelo, Pays-Bas CICO-3*          | Nouvelle-Zélande |

## Classement
|               | Équipe/Épreuve   | Points       | Points        | Points   | Points          | Points | Points        | Points  | Points  | Points | Total |
| Fontainebleau | Équipe/Épreuve   | Ballindenisk | Houghton Hall | Strzegom | Aix-la-Chapelle | Malmö  | Montelibretti | Waregem | Boekelo |        | Total |
| ------------- | ---------------- | ------------ | ------------- | -------- | --------------- | ------ | ------------- | ------- | ------- | ------ | ----- |
| 1             | Allemagne        | -            | -             | 9        | 11              | 11     | 11            | 11      | 11      | 3      | 67    |
| 2             | Royaume-Uni      | 8            | 11            | 8        | 9               | 9      | -             | -       | 9       | 9      | 63    |
| 3             | France           | 11           | 9             | 7        | -               | 8      | 9             | -       | 6       | 5      | 55    |
| 4             | Nouvelle-Zélande | -            | -             | 11       | -               | 7      | -             | -       | -       | 11     | 29    |
| 5             | Irlande          | -            | 8             | -        | -               | 6      | -             | -       | 8       | 6      | 28    |
| 6             | Pays-Bas         | 9            | -             | -        | 8               | 3      | -             | -       | -       | 8      | 28    |
| 7             | Italie           | 7            | -             | -        | 6               | -      | -             | 9       | -       | 2      | 24    |
| 8             | Danemark         | -            | -             | -        | 7               | -      | 7             | -       | -       | -      | 14    |
| 9             | Suède            | -            | -             | -        | -               | 5      | 8             | -       | -       | -      | 13    |
| 10            | Australie        | -            | -             | -        | -               | 4      | -             | -       | -       | 7      | 11    |